# 모토미야시
모토미야시(일본어: 本宮市)는 일본 후쿠시마현 나카도리 중앙부에 있는 시이다. 2007년 1월 1일에 아다치군 모토미야정과 시라사와촌이 합병하여 신설되었다. 후쿠시마현의 시 중에서는 인구가 가장 적고 면적도 가장 작다. 후쿠시마현 중앙부에 있고 도호쿠 자동차도 등 교통망도 충실해 현을 대표하는 공업도시가 되고 있다.

## 역사
모토미야라는 이름의 유래는 시내 북부에 존재하는 아다타라 신사에서 유래한다. 아이즈 가도의 기점으로 미하루 가도, 소마 가도 등이 지났기 때문에 슈쿠바(역참 마을)로 유명했다. 에도 시대에는 니혼마쓰번의 지배를 받았다. 보신 전쟁 때는 이곳에서 격렬한 전투가 벌어졌다.
2007년 1월 1일에 아다치군 모토미야정·시라사와촌이 합병하여 모토미야시가 신설되었다.

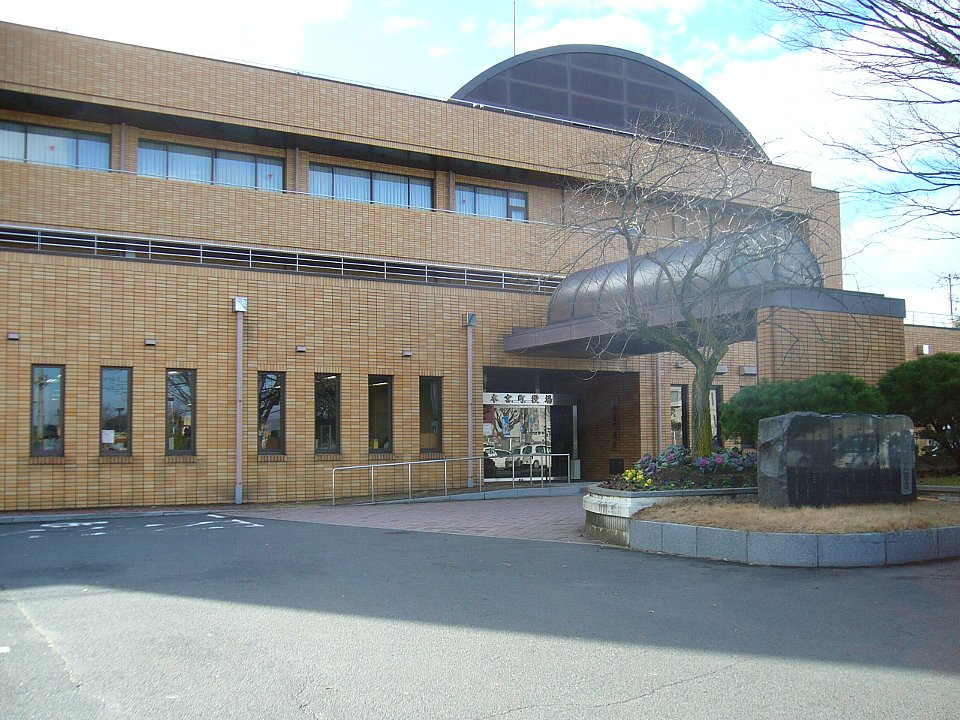
모토미야시청

## 지리
후쿠시마현의 거의 중앙에 있고 시의 중앙부에는 아부쿠마강이 흐른다. 고리야마 분지의 일부를 형성하고 시가지는 국도 4호선, 현도 355호선 연선에 퍼져 있다.
시내는 크게 아부쿠마강을 사이에 두고 지형이 이분되어 있다. 구 모토미야정은 오우산맥계(또는 아다타라 산계)의 낮은 산이 서부에 펼쳐져 있고 강에 가까워지면서 고리야마 분지의 일부로 낮아져 평지가 된다. 또 오타마촌과 고리야마시의 산지를 수원으로 하는 하천도 풍부하여 북쪽에서 아다타라강, 세토강, 고햐쿠강이 흐른다. 구 시라사와촌은 아부쿠마 고지계의 낮은 산이 많이 존재해 시라사와 쪽은 거의 산으로 둘러싸여 있다고 생각해도 괜찮다. 시내는 평균 해발 200m 전후이고 높은 곳도 400~500m 정도이다.
이웃한 고리야마시나 니혼마쓰시로 교통의 중심이 옮겨지기 전에는 모토미야시가 교통의 중심지였다. 모토미야시에서는 아이즈 가도, 소마 가도, 미하루 가도가 교차한다.

## 인접하는 자치체
- 고리야마시
- 니혼마쓰시
- 아다치군 오타마촌
- 다무라군 미하루정

## 인구
| 연도 | 인구   | ±%     |
| ---- | ------ | ------ |
| 1920 | 20,612 | —      |
| 1930 | 22,920 | +11.2% |
| 1940 | 24,407 | +6.5%  |
| 1950 | 30,565 | +25.2% |
| 1960 | 29,108 | −4.8%  |
| 1970 | 26,512 | −8.9%  |
| 1980 | 27,732 | +4.6%  |
| 1990 | 29,114 | +5.0%  |
| 2000 | 31,541 | +8.3%  |
| 2010 | 31,489 | −0.2%  |
| 2020 | 30,236 | −4.0%  |

## 교통

### 철도
- 동일본 여객철도 도호쿠 본선

### 도로
- 도호쿠 자동차도
- 국도 4호선